# Aïn Soltane (Saïda)
Aïn Soltane (în arabă عين السلطان) este o comună din provincia Saïda, Algeria.
Populația comunei este de 6.920 de locuitori (2008).